# 阿利切堡
阿利切堡（義大利語：Alice Castello）是意大利皮埃蒙特大区韦尔切利省的一个市镇。人口2716(2010年12月31日)。